# New Kids
New Kids, tijdens de eerste twee seizoenen New Kids on the Block genoemd (naar de boyband met die naam uit begin jaren 90), is een Nederlandse televisieserie, voor het eerst uitgezonden op Flabber en later te zien geweest bij 101 TV en Comedy Central. De serie is geschreven door Steffen Haars en Flip van der Kuil. In de serie staat een groep 'foute' hangjongeren uit het Noord-Brabantse dorp Maaskantje centraal. De televisieserie werd gevolgd door twee bioscoopfilms, New Kids Turbo en New Kids Nitro.
In maart 2012 maakte New Kids bekend dat ze ermee stoppen. Een afsluitende liveshow in het Gelredome, gepland voor oktober 2012, werd in mei door organisator Mojo afgelast vanwege een tegenvallende kaartverkoop.

## Achtergrond
De eerste reeks werd in december 2007 succesvol gelanceerd op Flabber.nl en werd een hit op het internet, waar de eerste zeven afleveringen bij elkaar opgeteld meer dan drie miljoen keer bekeken werden. Ook op YouTube was het een grote hit. Als gevolg hiervan werd het tweede seizoen uitgezonden op 101 TV, de digitale jongerenzender van BNN.
Diverse kanalen zagen potentieel in de serie. Vanaf 25 september 2009 zond Comedy Central nieuwe afleveringen van serie 3 op haar zender uit. Dit leverde een grote doorbraak op bij het publiek in Nederland en België. Enkele van de afleveringen wilde Comedy Central oorspronkelijk niet uitzenden, omdat ze deze ongeschikt voor televisie vonden. Uiteindelijk zijn toch alle afleveringen meerdere malen uitgezonden.

## Buitenland
De serie wordt ook in het buitenland uitgezonden, bijvoorbeeld in Duitsland. Seizoen 3 is ook in het Duits vertaald. De acteurs spraken zelf hun nasynchronisatie in en deze versie werd uitgezonden door Comedy Central Germany.

## Inhoud

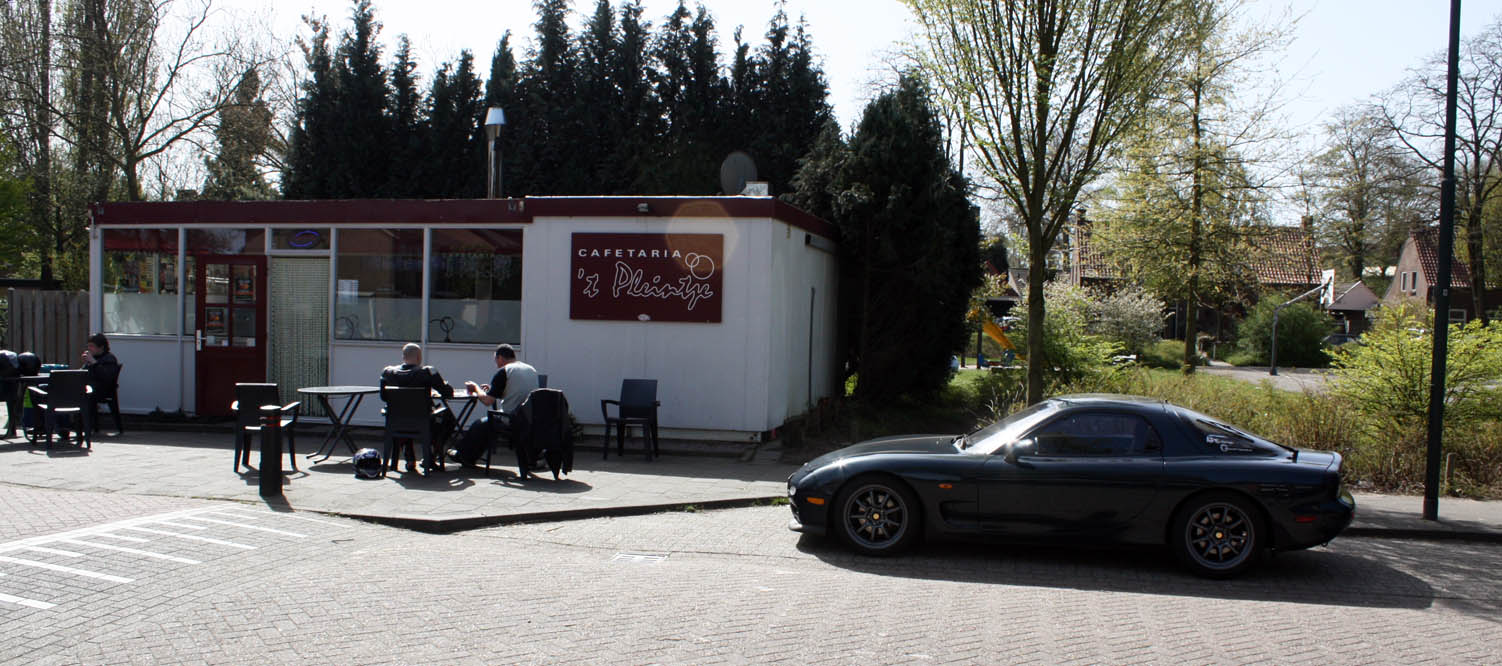
Cafetaria 't Pleintje in Den Dungen, locatie van diverse New Kids sketches

De serie gaat over de vijf hangjongeren Richard Batsbak, Rikkert Biemans, Gerrie van Boven, Barrie Butsers en Robbie Schuurmans in het Noord-Brabantse dorpje Maaskantje. In de eerste twee seizoenen werden ook wel afleveringen gewijd aan andere personages. Ze gedragen zich in de stijl van de happy hardcore-cultuur, drinken dagelijks blikken Schultenbräu-bier, eten snacks in de lokale snackbar 't Pleintje, met name broodjes bakpao, en ze rijden hun dorp rond met de groene Opel Manta van Rikkert. Hun stopwoord is 'Kut'. Daarnaast is de groep asociaal, wordt er veel gevloekt en wordt geweld niet geschuwd. Terugkerend in de serie zijn vandalisme en plotselinge aanrijdingen.

## Afleveringen
| Seizoen 1 (2007) - 1-01: Stoeptegel - 1-02: Kiekeboe! - 1-03: Zwembad - 1-04: Een lentedag - 1-05: Een mooie auto - 1-06: Konijn op de weg - 1-07: Aids - 1-08: Dominostenen - 1-09: Kan ik hangen? |  | Seizoen 2 (2008) - 2-01: Tuinkabouter - 2-02: Magnetron - 2-03: Kutgesprek - 2-04: Lekker nummertje - 2-05: Schatkaart - 2-06: Dat was grappig - 2-07: Agenten op skates |  | Seizoen 3 (2009) - 3-01: Camping - 3-02: Strand - 3-03: Die Rooie - 3-04: Boksbal - 3-05: Politievriend - 3-06: Knoepert - 3-07: Pistool - 3-08: Kutdag - 3-09: Dronken - 3-10: Krasloten - 3-11: Haasten - 3-12: Supermarkt - 3-13: Chinees - 3-14: SWAT - 3-15: Bushalte - 3-16: Vingeren - 3-17: Versieren - 3-18: Oppas - 3-19: Vuurwerk |  |  |

## Seizoensoverzicht
| Seizoen | Aantal afleveringen | Jaar van uitzending |
| ------- | ------------------- | ------------------- |
| 1       | 9                   | 2007                |
| 2       | 7                   | 2008                |
| 3       | 19                  | 2009                |

## Rolverdeling

### Hoofdpersonen[4]
| Rol                  | Acteur            | Seizoenen | beschrijving |
| -------------------- | ----------------- | --------- | --- |
| Richard Batsbak      | Huub Smit         | 2007-2012 | Richard (27) is de leider van de groep en ook relatief de slimste. Met een zwarte band in taekwondo is hij geen mietje. Hij werkt bij de plantsoenendienst samen met Robbie. |
| Gerrie van Boven     | Tim Haars         | 2007-2012 | Gerrie (23) probeert zichzelf voortdurend te bewijzen tegenover zijn vrienden, maar dit gaat meestal niet helemaal goed. In de aflevering Op de camping wordt duidelijk dat hij in een magazijn werkt waar hij een heftruck bedient. Ook is hij dol op bier. |
| Rikkert Biemans      | Wesley van Gaalen | 2007-2012 | Rikkert (26) werkt als automonteur. Zijn Opel Manta is alles voor hem. In de aflevering Zwembad van seizoen 1 wordt duidelijk dat hij dan nog in een Opel Corsa rijdt in plaats van een Manta. |
| Robbie Schuurmans    | Steffen Haars     | 2007-2012 | Robbie (26) werkt samen met Richard bij de plantsoenendienst. Ook heeft hij altijd honger. |
| Barrie Butsers       | Flip van der Kuil | 2007-2012 | Barrie (27) zit in de bijstand, hij is de sterkste van de groep en zegt zelden iets. Hij berijdt een roze Gilera Citta. Barrie loopt bijna de hele serie op badslippers en heeft altijd een trainingsjas aan en een grote gouden ketting om. Trivia: Barrie Butsers heeft op het jongerenforum FOK! een account waarbij hij zich voordoet als een nette jonge vrouw. |
| Manuela van Grunsven | Nicole van Nierop | 2007-2010 | Manuela is alleenstaande moeder van twee kinderen en hoogzwanger. Ze werkt achter de kassa bij de supermarkt. In New Kids Nitro wordt onthuld dat ze bij een verkeersongeluk om het leven gekomen is. Ze loopt net zoals Barrie de hele serie rond op badslippers.                                                                                                   |
| Danny                | Peter Vernhout    | 2007-2008 | Danny speelde alleen in de eerste twee seizoenen. Omdat het uiterlijk van Vernhout niet paste bij zijn rol is hij niet meer te zien vanaf het derde seizoen. Peter Vernhout speelt nog wel wat kleinere bijrollen in de serie. |

### Bijrollen
| Personage              | Acteur                     | beschrijving |
| ---------------------- | -------------------------- | --- |
| Wijkagent Adrie        | Bart de Rijk               | De wijkagent in Maaskantje. Hij komt voor in de afleveringen Politievriend, Pistool en Vuurwerk. Hij komt ook voor in de films New Kids Turbo en New Kids Nitro. In de aflevering Pistool sterft hij doordat hij zijn pistool verkeerd aanneemt en zichzelf daardoor per ongeluk door zijn hoofd schiet.                               |
| Joost van Gaalen       | Joost van Gaalen           | Een vriend van de New Kids. Hij komt één keer voor, in de aflevering Strand. Daarnaast wordt hij vaak genoemd in de serie. Hij komt ook voor in de film New Kids Turbo, waar hij gevangene is en bij een illegale vrijlating zelfmoord pleegt met een pistool.                                                                         |
| Danny                  | Samuel Both                | Het oudste kind van Manuela. Hij wordt meegenomen door een pedofiel in de film New Kids Turbo. In aflevering Vuurwerk sterft hij vermoedelijk. Het lijkt echter alsof wijkagent Adrie en hij levend bij elkaars dood aanwezig waren.                                                                                                   |
| naam onbekend          | Dick Broekman              | Hij komt vaak voor in de serie, maar is verder vrij onbekend. Hij heeft één dochtertje en een overleden vrouw. Hij sterft in de aflevering Dronken. In de film New Kids Turbo is hij de pedofiel die Danny en Nicky meelokt met een worstenbroodje. In het dagelijkse leven is hij taxichauffeur in de omgeving Tilburg.               |
| 'De neeschuddende opa' | Adrie Bolwerk              | Een oude man die vaak voorkomt in de serie en de film. Hij vindt de heren van New Kids niet echt leuk. In het echte leven is hij de opa van Tim (Gerrie) en Steffen (Robbie) Haars. Hij komt ook voor in de film New Kids Turbo. |
| Henk van Boven         | Ruud Matthijssen           | De baas van de plaatselijke snackbar. In de serie verschijnt hij enkel in de aflevering Die Rooie. Hij is de vader van Gerrie en komt ook voor in de films New Kids Turbo en New Kids Nitro. |
| André                  | Nees Haars                 | André komt in twee afleveringen voor. Hij is betrokken bij de explosie in de aflevering Haasten. Blijkbaar overleeft hij dit, want hij komt terug in de film New Kids Turbo. |
| Nicky                  | Djim Leenheers             | Het jongste kind van Manuela. In de serie te zien in de aflevering Versieren. Ook in de film New Kids Turbo is hij te zien, waar hij samen met zijn broer door een pedofiel wordt meegenomen. |
| Peter Hieltjes         | René van Berge Hennegouwen | Een bewoner van Maaskantje die sterft in de aflevering Haasten door de exploderende auto. |
| 'Die Rooie'            | Lars Boekhorst             | Een roodharige jongen met het syndroom van Down die in de aflevering Die Rooie ruzie krijgt met de hoofdrolspelers. In de film New Kids Turbo is hij kaal en wil hij graag vrachtwagenchauffeur zijn. In de film New Kids Nitro stapt hij constant bij Rikkert in de auto als hij gaat racen.                                          |
| Vader van gezin        | Peter Vernhout             | Verschijnt kort in New Kids Turbo. In tegenstelling tot wat de film doet geloven wordt dit personage gespeeld door de echte Peter Vernhout die een kleine cameo speelt als vader van een gezin waarvan de New Kids een auto stelen. Even later wordt het gehele gezin omver gereden door een politiebus met daarin de wijkagent Adrie. |
| D'n Dave               | Guido Pollemans            | De nieuwe vriend van Manuela. Hij dealt pillen en rijdt in een zwarte Opel Manta. Als Rikkert later teruggaat naar Manuela om hem te steken met een afgeslagen bierflesje wordt hij aangereden door een vuilniswagen. Hij speelt een grotere rol in New Kids Nitro.                                                                    |
| Knoet                  | Sjaak-Pieter van Es        | Een vriend van D'n Dave. Hij speelt een rol in New Kids Nitro. |
| Deborah                | Juliette van Ardenne       | De vriendin van Dave en de liefdesinteresse van Rikkert in New Kids Nitro. Later is ze voor zeer korte tijd Rikkerts vriendin. Ze is hoogzwanger net als Manuela. |
| Man bij de bushalte    | Herman Otten               | Een man die bij de bushalte stond te wachten in de aflevering Bushalte van het derde seizoen. |
| Robert                 | Jules Seegers              | Te zien in seizoen 3. |
| Zoontje                | Aivin Gast                 | Zoontje die een ruitenwisser uitpakt in de aflevering Een mooie auto van het eerste seizoen. Ook te zien in de aflevering Kiekeboe! en de clip van Me Nikes. |
| Jody Bernal            | Jody Bernal                | Jody Bernal speelt een klein rolletje in de film New Kids Turbo. Hij wordt gegijzeld door de New Kids en tijdens een optreden doodgeschoten. |

## Films

### New Kids Turbo
Een nieuw seizoen van New Kids stond gepland voor september 2010. In een interview met het NOS Journaal werd bekendgemaakt dat de afleveringen 20 minuten zouden gaan duren. Ter vergelijking: sketches uit seizoen 1, 2 en 3 duurden ongeveer 3 minuten. In plaats van dit nieuwe seizoen werd er een speelfilm van New Kids gemaakt, die 9 december 2010 in de bioscoop verscheen. De film draagt de titel New Kids Turbo en is geproduceerd door Eyeworks. De filmopnames vonden vooral plaats in Maaskantje en in Den Dungen, het aangrenzende dorp, en Schijndel en speelt zich wederom af in de eerstgenoemde plaats, waar de New Kids chaos veroorzaken.

### New Kids Nitro
Op 8 december 2011 ging het vervolg op de eerste film in première, New Kids Nitro. In New Kids Nitro wordt Friesland getroffen door een zombieplaag. Richard, Rikkert, Gerrie, Robbie en Barrie hebben in Maaskantje andere dingen aan hun hoofd. De vijf Brabantse vrienden zijn in oorlog met het nabij gelegen Brabantse dorpje Schijndel. Dit leidt tot illegale straatraces en massale vechtpartijen. Als de Friese zombies de moeder van Richard doden gaan de New Kids het grotere kwaad trotseren.

## Soundtrack

### Me Nikes
Voor de soundtrack van de serie is de rapgroep The Opposites benaderd. De groep bracht vervolgens samen met collega-rapper Sef de single Me Nikes uit. De bijbehorende clip was regelmatig te zien op de muziekzenders MTV en TMF. In de clip wordt het lied onderbroken door de hangjongeren uit de serie. In de clip van het nummer Dom, lomp en famous is een aantal van de New Kids ook te zien.

### New Kids-"diss"
De acteurs uit de serie zijn beledigd in een rapnummer van de controversiële rappers Youssef en Kamal. De acteurs vonden dit komisch en besloten mee te spelen in de bijbehorende videoclip, waarin onder meer te zien is hoe Rikkert wordt onthoofd. Hoewel het nummer van Youssef en Kamal in eerste instantie beledigend was, bleek de diss een effectief promotiemiddel voor de serie.

### Broodje Bakpao
Een populaire soundtrack van de serie heet Broodje Bakpao. Aan dit nummer deden The Opposites ook mee, samen met Sef en Gers. Broodje Bakpao behaalde de eerste plaats in de Nederlandse Single Top 100, de tweede plaats in de Nederlandse Top 40 en de derde plaats in de Vlaamse Ultratop 50.

### Groeten uit Brabant
In 2010 hebben de New Kids het carnavalsnummer Groeten uit Brabant uitgebracht. Dit nummer behaalde een 16e plaats in de Nederlandse Top 40.

### Turbo
Eind 2010 hebben de New Kids een nieuw nummer, getiteld Turbo, opgenomen, samen met dj Paul Elstak. Dit nummer dient als titelsong van de film New Kids Turbo. Met dit nummer wonnen zij een Rembrandt Award voor beste filmhitsong en een gouden plaat.

### Friends Turbo
In 2011 maakte de groep Scooter de intro voor de Duitse versie van de film New Kids Turbo, genaamd Friends Turbo.

## Discografie

### Albums
| Album met eventuele hitnotering(en) in de Nederlandse Album Top 100 | Datum van verschijnen | Datum van binnenkomst | Hoogste positie | Aantal weken | Opmerkingen                 |
| ------------------------------------------------------------------- | --------------------- | --------------------- | --------------- | ------------ | --------------------------- |
| New Kids Turbo                                                      | 08-12-2010            | 18-12-2010            | 35              | 10           | Soundtrack "New Kids Turbo" |
| New Kids Nitro                                                      | 02-12-2011            | 17-12-2011            | 98              | 1            | Soundtrack "New Kids Nitro" |

| Album met hitnotering(en) in de Vlaamse Ultratop 200 albums | Datum van verschijnen | Datum van binnenkomst | Hoogste positie | Aantal weken | Opmerkingen                 |
| ----------------------------------------------------------- | --------------------- | --------------------- | --------------- | ------------ | --------------------------- |
| New Kids Nitro                                              | 2012                  | 26-05-2012            | 182             | 1*           | Soundtrack "New Kids Nitro" |

### Singles
| Single met eventuele hitnotering(en) in de Nederlandse Top 40 | Datum van verschijnen | Datum van binnenkomst | Hoogste positie | Aantal weken | Opmerkingen                                                                           |
| ------------------------------------------------------------- | --------------------- | --------------------- | --------------- | ------------ | ------------------------------------------------------------------------------------- |
| Groeten uit Brabant!                                          | 2010                  | 13-02-2010            | 16              | 3            | Nr. 6 in Single Top 100                                                               |
| Turbo                                                         | 08-11-2010            | 20-11-2010            | 11              | 12           | met Paul Elstak / Titelsong "New Kids Turbo" / Nr. 4 in Single Top 100                |
| Hoeren neuken nooit meer werken                               | 03-11-2011            | 19-11-2011            | tip8            | -            | met Corry Konings & Ronnie / Titelsong "New Kids Nitro" / Nr. 12 in de Single Top 100 |

| Single met hitnotering(en) in de Vlaamse Ultratop 50 | Datum van verschijnen | Datum van binnenkomst | Hoogste positie | Aantal weken | Opmerkingen                                  |
| ---------------------------------------------------- | --------------------- | --------------------- | --------------- | ------------ | -------------------------------------------- |
| Turbo                                                | 2010                  | 05-02-2011            | 41              | 1            | met Paul Elstak / Titelsong "New Kids Turbo" |